# Колберт (Оклахома)
Колберт (англ. Colbert) — місто (англ. town) в США, в окрузі Браян штату Оклахома. Населення — 1027 осіб (2020).

## Географія
Колберт розташований за координатами 33°51′27″ пн. ш. 96°30′16″ зх. д. / 33.85750° пн. ш. 96.50444° зх. д. (33.857531, -96.504409).  За даними Бюро перепису населення США в 2010 році місто мало площу 2,87 км², з яких 2,86 км² — суходіл та 0,01 км² — водойми.

## Демографія
Згідно з переписом 2010 року, у місті мешкало 1140 осіб у 476 домогосподарствах у складі 299 родин. Густота населення становила 398 осіб/км².  Було 531 помешкання (185/км²).
Расовий склад населення:
| - 70,8 % — білих - 12,5 % — чорних або афроамериканців - 4,4 % — корінних американців - 0,3 % — азіатів - 2,4 % — осіб інших рас |

До двох чи більше рас належало 9,7 %. Частка іспаномовних становила 4,9 % від усіх жителів.
За віковим діапазоном населення розподілялося таким чином: 21,6 % — особи молодші 18 років, 56,8 % — особи у віці 18—64 років, 21,6 % — особи у віці 65 років та старші. Медіана віку мешканця становила 43,9 року. На 100 осіб жіночої статі у місті припадало 90,6 чоловіків;  на 100 жінок у віці від 18 років та старших — 86,2 чоловіків також старших 18 років.
Середній дохід на одне домашнє господарство  становив 45 466 доларів США (медіана — 34 911), а середній дохід на одну сім'ю — 48 791 долар (медіана — 36 522). Медіана доходів становила 30 250 доларів для чоловіків та 32 083 долари для жінок. За межею бідності перебувало 22,0 % осіб, у тому числі 36,3 % дітей у віці до 18 років та 6,3 % осіб у віці 65 років та старших.
Цивільне працевлаштоване населення становило 464 особи. Основні галузі зайнятості: освіта, охорона здоров'я та соціальна допомога — 28,9 %, мистецтво, розваги та відпочинок — 14,4 %, виробництво — 11,4 %, роздрібна торгівля — 10,3 %.